# GR-108
El GR-108, conocido también como Travesía Andariega y Camino de Gijón a Covadonga, es un sendero de Gran Recorrido que transcurre por Asturias desde Gijón hasta Covadonga, España. 
Se trata de una primitiva ruta andariega de peregrinos entre la capital de la Costa Verde y el Santuario del Real Sitio de Covadonga.
La señalización no está realizada con las marcas reglamentarias de la Federación Española de Deportes de Montaña y Escalada.

## Etapas
- Etapa 1: Deva (Gijón) - Peón - Grases - Amandi
- Etapa 2: Amandi - Coro - Breceña - Sietes - Anayo - Borines - Vallobal - Miyares
- Etapa 3: Miyares - Sorribas - Soto de Dueñas - Llames de Parres - Villanueva - Cangas de Onis - La Riera - Covadonga